# Skyline View
Skyline View és una concentració de població designada pel cens dels Estats Units a l'estat de Pennsilvània. Segons el cens del 2000 tenia 2.307 habitants.

## Demografia
Segons el cens del 2000, Skyline View tenia 2.307 habitants, 865 habitatges, i 703 famílies. La densitat de població era de 334,9 habitants/km².
Dels 865 habitatges en un 28,9% hi vivien nens de menys de 18 anys, en un 72% hi vivien parelles casades, en un 6,7% dones solteres, i en un 18,7% no eren unitats familiars. En el 15,8% dels habitatges hi vivien persones soles el 6,9% de les quals corresponia a persones de 65 anys o més que vivien soles. El nombre mitjà de persones vivint en cada habitatge era de 2,67 i el nombre mitjà de persones que vivien en cada família era de 2,95.
Per edats la població es repartia de la següent manera: un 22,6% tenia menys de 18 anys, un 5,5% entre 18 i 24, un 27,2% entre 25 i 44, un 30,8% de 45 a 60 i un 13,9% 65 anys o més.
L'edat mediana era de 42 anys. Per cada 100 dones de 18 o més anys hi havia 94,7 homes.
La renda mediana per habitatge era de 54.853 $ i la renda mediana per família de 61.439 $. Els homes tenien una renda mediana de 40.216 $ mentre que les dones 35.708 $. La renda per capita de la població era de 23.418 $. Entorn de l'1,2% de les famílies i el 2,4% de la població estaven per davall del llindar de pobresa.

## Poblacions properes
El següent diagrama mostra les poblacions més properes.